# Кавабата, Ясунари
Ясунари Каваба́та (яп. 川端 康成 Кавабата Ясунари, 11 июня 1899[…], Осака, Японская империя — 16 апреля 1972[…], Дзуси, Канагава, Япония) — японский писатель, офицер французского ордена искусств и литературы (1960), лауреат Нобелевской премии по литературе (1968).
В работах Кавабаты, глубоко укоренённых в национальной художественной традиции Японии, но в то же время свободно использующих приёмы современной литературы, большое значение придаётся подтексту, недосказанности и суггестивности. К основным сочинениям относятся романы «Тысячекрылый журавль», «Снежная страна», «Старая столица», «Стон горы» и др. Своей ключевой работой сам Кавабата считал роман «Мэйдзин». Произведения писателя переведены на многие языки мира.
Скончался у себя дома в Дзуси в 1972 году из-за отравления угарным газом. В качестве одной из версий называют самоубийство, в качестве другой — несчастный случай в результате алкогольного опьянения, однако фактические причины смерти до сих пор остаются невыясненными. В 1974 году издательством «Синтёся» учреждена литературная премия имени Ясунари Кавабаты.

## Биография
Кавабата родился в городе Осака 11 июня 1899 года в состоятельной семье врача и стал сиротой в возрасте четырёх лет. После смерти родителей он жил у дедушки и бабушки. Его старшую сестру забрала к себе тётя, поэтому он встретился с ней только раз в жизни в возрасте 10 лет. Бабушка Кавабаты умерла, когда ему было 7, а дед — когда ему исполнилось 15.
Потеряв семью, он поселился у родственников с маминой стороны (семье Курода). Однако в январе 1916 года Ясунари стал жить в интернате при школе, куда ранее он доезжал поездом. Окончив школу в марте 1917 года, он поехал в Токио, надеясь поступить в «Первую высшую школу» (яп. 第一高等学校) при Токийском императорском университете. В том же году он сдал вступительные экзамены в университет и стал учиться на гуманитарном факультете по основной специальности «английский язык».
Обучение в университете Кавабата окончил в 1924 году, и к тому времени уже попал в поле зрения Кана Кикути и других известных писателей и редакторов благодаря своему сотрудничеству в литературном журнале Кикути «Бунгэйсюндзю» (яп. 文藝春秋). В 1931 году Кавабата женился, а в 1934 году переехал в Камакуру.
Кавабата занимался не только художественной литературой. Он также работал репортёром в газетах, в том числе и в известной «Майнити симбун». Хотя писатель отказывался участвовать в милитаристской лихорадке на протяжении Второй мировой войны, он не особенно интересовался также послевоенными реформами. Однако, Кавабата отмечал, что как и ранняя смерть родственников, так и война сильно повлияли на его творчество. Он говорил, что после войны сможет писать только элегии. Все же критики не замечают особых тематических различий в произведениях Кавабаты до и после мировой войны.
Вероятно, причиной смерти Кавабаты было самоубийство. Писатель умер в 1972 году, отравившись газом, но его близкие, включая вдову, считают, что смерть произошла вследствие несчастного случая. Существует много теорий относительно причин возможного самоубийства, среди которых называют проблемы со здоровьем (Кавабата узнал, что болен болезнью Паркинсона), возможную тайную любовную неудачу или шок от смерти друга — Юкио Мисимы. Кавабата, в отличие от Мисимы, не оставил записки. Кроме того, он не акцентировал тему самоубийства в своих произведениях, поэтому его мотивы остаются неясными. Однако Окуно Такэо, японский биограф писателя, отмечает, что ему в течение двух-трех сотен ночей после смерти Мисимы снились кошмары, в которых к нему приходил дух умершего. Кавабата был постоянно подавлен и часто говорил друзьям на последнем году жизни мрачные вещи. Например, о том, что он надеется, что его самолёт разобьется.

## Основные даты жизни
- 1899 — Родился в деревне Акутагава, неподалёку от Осаки, старшим сыном в семье занимавшегося частной практикой врача. Отец писателя был высокообразованным человеком, увлекавшимся литературой и искусством.
- 1901 — От туберкулёза умирает отец писателя.
- 1902 — От туберкулёза умирает мать. Вместе с бабушкой переезжает в Ибараки.
- 1906 — Умирает бабушка.
- 1912 — В Ибараки поступает в среднюю школу.
- 1914 — Умирает дедушка. Жившие в Осаке родственники по материнской линии забирают ребёнка к себе, однако для продолжения занятий в школе Кавабата вновь возвращается в Ибараки, где поселяется в школьном общежитии. Мотивы сиротства в дальнейшем не раз найдут своё отражение в его произведениях.

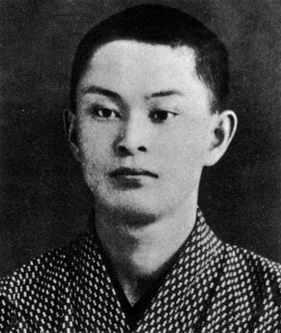
Ясунари Кавабата в 1917 году

- 1917 — Заканчивает среднюю школу в Ибараки и поступает в старшую школу при Токийском университете. В школьные годы увлекается живописью, мечтая стать художником, однако уже к 15 годам сосредотачивается на литературе. К этому же времени относится увлечение скандинавской литературой (прежде всего Стриндбергом), а также произведениями японских авторов, принадлежавших к группе «Сиракаба».
- 1918 — Совершает первое путешествие на полуостров Идзу.
- 1920 — Поступает на филологический факультет Токийского университета (отделение английской филологии).
- 1921 — Переходит на отделение японской филологии Токийского университета. Начинает свой путь в литературе, дебютировав с рассказом «Картины поминовения павших на войне» (яп. 招魂祭一景) и войдя в состав редакции выпускаемого в университете студенческого литературного журнала «Новое течение» (яп. 新思潮). Литературной карьере молодого писателя способствовало знакомство и тесное общение со ставшим опекать его писателем и драматургом Кикути Каном. Последний дал высокою оценку рассказу молодого автора, а также, планируя покинуть Японию, даже просил Акутагаву Рюноскэ способствовать публикациям дальнейших работ Кавабаты.
- 1924 — Заканчивает Токийский университет, получив степень бакалавра искусств. В октябре в числе 14 писателей, среди которых, кроме Кавабаты, были Ёкомицу Риити, Тэппэй Катаока, Накагава Ёити, Фудзисава Такэо, образовывает группу литераторов-модернистов «Синканкаку-ха»[яп.], назвавших себя неосенсуалистами. Группа начинает издавать журнал «Литературная эпоха» (яп. 文藝時代), а сам Кавабата относится к главным теоретикам и идеологам нового направления. Объединение неосенсуалистов распадается через четыре года.
- 1925 — Опубликованы ранние рассказы «Дневник шестнадцатилетнего» (яп. 十六歳の日記) и «Чувства сироты» (яп. 孤児の感情). В автобиографичном «Дневнике шестнадцатилетнего» описываются 14 дней 1914 года, предшествовавших смерти деда. Несмотря на зрелую модернистскую манеру письма, рассказ, по утверждению самого Кавабаты, был написан именно в 1914 году.
- 1926 — Опубликована принёсшая широкую известность Кавабате повесть «Танцовщица из Идзу». Повесть считается лучшим произведением раннего периода творчества писателя. Вступает в брак.
- 1929 — В газете «Асахи симбун» начинается серийная публикация повести «Алая банда Асакуса», изображавшей картины жизни токийского района Асакуса, известного многочисленными увеселительными заведениями и богемным стилем жизни его обитателей.
- 1931 — Начинает работу над написанной в экспериментальной манере повестью «Видения в хрустальном шаре» (осталась неоконченной). В произведении ощущается сильное влияние «Улисса» Джеймса Джойса. В 30-х годах Кавабата публикует ещё ряд модернистских произведений, где использует приёмы потока сознания и фрейдистского психоанализа. В их числе близкая эстетике сюрреализма повесть «Иглы, стекло и туман».
- 1932 — Опубликована написанная в сюрреалистической манере повесть «Элегия». Финал произведения дал повод ряду критиков утверждать о буддийских настроениях писателя.
- 1933 — Опубликован рассказ «Птицы и звери» (остался неоконченным).
- 1934 — Назначается членом Консультативного совета по литературе, созданного под эгидой Департамента общественной безопасности Министерства внутренних дел. Заканчивает работу над автобиографической повестью «Письма к родителям». Дважды посещает горячие источники в Юдзаве, где начинает работу над романом «Снежная страна».
- 1935 — Опубликована первая часть романа «Снежная страна» в журнале «Нихон хёрон». Последующие части постепенно выходят в различных журналах до мая 1937 года.
- 1938 — В качестве журналиста пишет ряд репортажей о проходившей в Японии в том году серии игр в го.

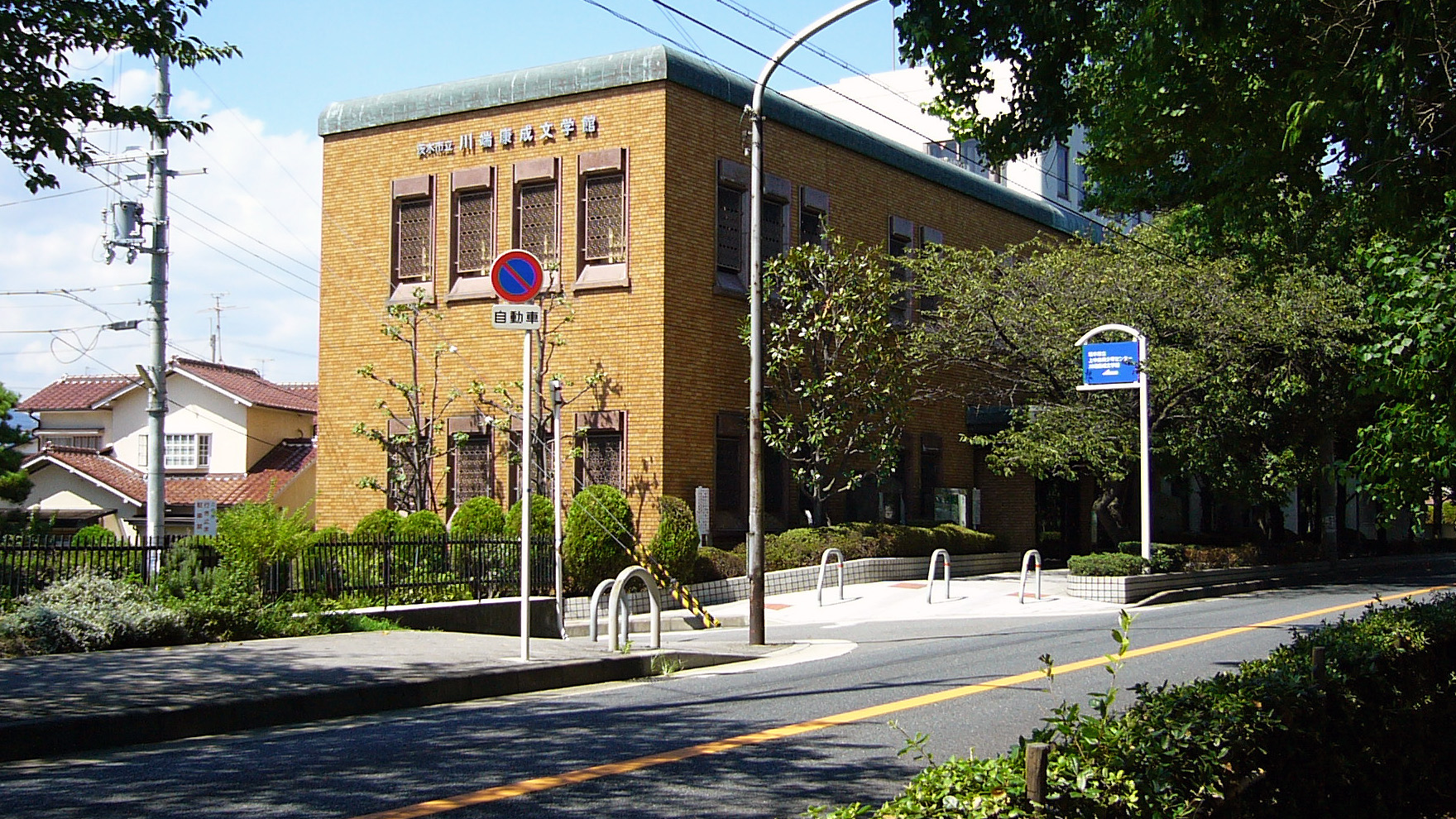
Музей писателя

- 1941 — Вместе с другими писателями дважды посещает Маньчжурию по приглашению маньчжурских газет и командования Квантунской армией.
- 1942 — Приступает к работе над романом «Мастер игры в го» («Мэйдзин») по мотивам ранее опубликованных журналистских заметок (окончен в 1954 году). Вступает в Японское литературное общество служения отечеству, курируемого Управлением информации при кабинете министров.
- 1943 — Удочеряет ребёнка своего двоюродного брата из Такацуки (Осака). Опубликованы «Место рождения» (осталась незаконченной), «Закат», «Имя отца» и «Дорога Токайдо» — произведения, продемонстрировавшие рост интереса писателя к проблеме национальной культурной традиции.
- 1945 — В течение месяца работает в качестве военного корреспондента в военной части, расположенной в префектуре Кагосима.
- 1946 — Начинает сотрудничество с созданным в том году журналом «Нингэн».
- 1948 — Избирается 4-м президентом японского отделения ПЕН-клуба.
- 1949 — Опубликованы «Стон горы», «Тысячекрылый журавль» и ряд других ключевых для всего творчества Кавабаты работ.
- 1950 — Продолжая традицию, начатую Дзюнъитиро Танидзаки в 1934 году, издает «Новую хрестоматию по литературе» (яп. 新文章読本), где в популярной форме в виде эссе раскрывает для читателей творчество таких японских писателей, как Акутагава Рюноскэ, Кикути Кан, Исикава Дзюн и др.
- 1955 — Опубликована повесть «Озеро». Завершает работу над своим самым масштабным по объёму произведением «Токийцы» и повестью «Быть женщиной».
- 1957 — В качестве вице-президента международного ПЕН-клуба председательствует на международном конгрессе его членов в Японии (в Токио и Киото).
- 1957 — В журнале «Синтё» начинается публикация повести «Спящие красавицы».
- 1961 — Награждён Орденом культуры. Начинает писать повесть «Старая столица», для работы над которой временно переезжает в Киото.
- 1962 — Опубликована повесть «Старая столица».
- 1964 — Опубликована сюрреалистическая повесть «Рука». Начата работа над повестью «Одуванчики» (публиковалась частями в журнале «Синтё» до 1968 года).
- 1968 — Награждён Нобелевской премией по литературе «за писательское мастерство, которое передаёт сущность японского сознания». Выступает с пронизанной цитатами из буддийской поэзии лекцией «Красотой Японии рождённый».
- 1969 — Становится почётным гражданином города Ибараки.
- 1970 — Посещает Тайвань и Корею.
- 1971 — Принимает участие в предвыборной кампании токийского губернатора.
- 1972 — В апреле погибает от отравления угарным газом в своём рабочем кабинете в Дзуси (преф. Канагава). Основная версия — самоубийство. Причины до сих пор остаются невыясненными.
- 1985 — В Ибараки открывается дом-музей Кавабаты.

## Творчество

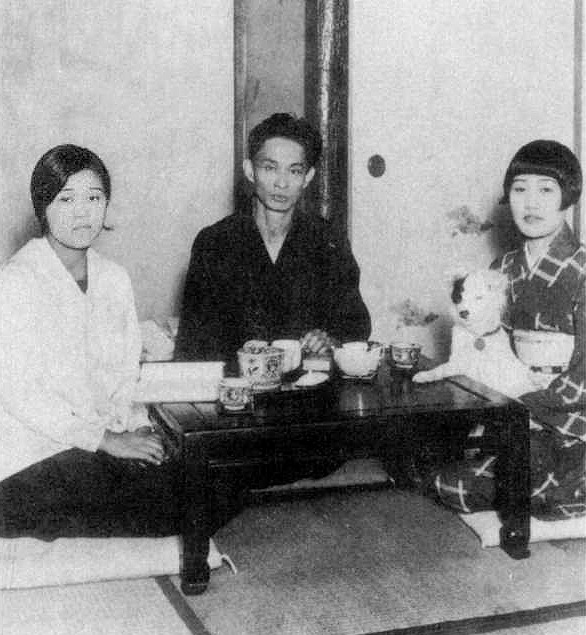
Кавабата со своей женой Хидэко (秀子) (слева) и её младшей сестрой Кимико (君子) (справа) (1930 год).

Ещё в университете Кавабата возобновил издание университетского литературного журнала «Новое течение» (яп. 新思潮), не выходившего в течение четырёх лет. В этом журнале Кавабата опубликовал свой первый рассказ «Картины поминовения павших на войне» (яп. 招魂祭一景). Учась сначала на факультете английской литературы, он впоследствии перешёл на японскую. Его дипломная работа называлась «Краткая история японского романа».
В октябре 1924 года Кавабата с несколькими друзьями основали новый литературный журнал «Литературная эпоха» (яп. 文藝時代). Этот журнал был реакцией молодежи на старую школу японской литературы, особенно на движение, которое возникло под влиянием натурализма. В то же время журнал стал в оппозицию рабочему или пролетарскому движению в литературе — социалистической/коммунистической школе. Молодые писатели придерживали идеи искусства для искусства и находились под влиянием европейских течений кубизма, экспрессионизма, дадаизма и других модернистских стилей. Кавабата и Ёкомицу Риити называли свой стиль «Синканкаку-ха» (неосенсуализм) — стиль новых впечатлений.
Признание начало приходить к Кавабате вскоре после окончания университета и публикации ряда рассказов. После выхода в свет «Танцовщицы из Идзу» в 1926 году Кавабата завоевал популярность. В повести рассказывается о меланхолическом студенте, который, путешествуя пешком на полуостров Идзу, встретил юную танцовщицу и вернулся в Токио в гораздо лучшем расположении духа. Повесть, посвященная зарождению полового влечения и молодой любви, стала знаменитой потому, что писатель добавил в повесть элементы грусти и даже горечи, чтобы сюжет не казался слишком слащавым. Большинство из поздних произведений Кавабата обращались к подобным темам.
В 1920-х годах Кавабата жил в плебейском районе Токио Асакуса. В течение этого периода он экспериментировал с разными стилями письма. В романе «Весёлые девушки из Асакуса», который выходил отдельными выпусками в 1929—1930 годах, писатель обращается к жизни куртизанок и других персонажей за чертой добропорядочного общества. В этом стиле угадывается эхо литературы эпохи позднего Эдо. С другой стороны, «Видения в хрустальном шаре» — чистый поток сознания.
В 1934 году Кавабата переехал в Камакуру, что в префектуре Канагава, и, хотя поначалу принимал активное участие в общественной жизни в среде многочисленных писателей и литераторов, которые проживали в городе на протяжении войны, под конец жизни он стал очень скрытным.
Один из самых знаменитых романов Кавабата — «Снежная страна». Книга начала издаваться в 1934 году и выходила отдельными выпусками до 1947-го. «Снежная страна» — откровенный рассказ о любви между токийским дилетантом и провинциальной гейшей. Действие романа происходит на термальном курорте где-то на севере Японии. Роман сразу же приобрёл репутацию классического. После его публикации Кавабата стал считаться одним из самых выдающихся писателей Японии.
После Второй мировой войны Кавабата продолжал с успехом публиковаться. Среди его произведений «Тысячекрылый журавль», «Стон горы», «Спящие красавицы», «Красота и грусть» (яп. 美しさと哀しみと) и «Старая столица».
Всю свою жизнь я стремился к прекрасному и буду стремиться до самой смерти.
Сам автор считал лучшим своим произведением книгу «Мэйдзин» («Мастер игры в го»). По стилю эта повесть сильно отличается от других работ. Это полудокументальный рассказ о выдающейся партии в го, которая состоялась в 1938 году. Кавабата сам освещал ход игры в газете «Майнити». Это была последняя партия Хонъимбо Сюсая, которую он проиграл молодому претенденту. Через год старый мэйдзин умер. Хотя на первый взгляд повесть рассказывает о напряжённой спортивной борьбе, критики усматривают в ней символическую параллель с поражением Японии во Второй мировой войне.
Две самые значительные послевоенные книги писателя — «Тысячекрылый журавль», написанная в период с 1949 по 1951 годы, и «Стон горы» (1949—1954). Центральными темами первой книги является японская чайная церемония и безответная любовь. Главный герой испытывает влечение к любовнице своего умершего отца, а после его смерти, к её дочери, которая от него убегает. Чайная церемония использована как красивый фон непростых человеческих отношений, но целью Кавабаты, скорее, является рассказать о чувствах, которые вызывает смерть. Посуда для чайной церемонии долговечна, в то время как люди слабы и неустойчивы. Темы неявного инцеста, невозможности любви, неминуемой смерти снова встречаются в «Стоне горы», действие которой происходит в городе Камакура. Главный герой, пожилой мужчина, не любит своих детей и потерял чувства к жене. Он чувствует сильное влечение к снохе, и мысли о ней переплетаются с воспоминаниями о юношеской любви к девушке, на сестре которой он позднее женился. Книга заканчивается, оставляя ситуацию нерешённой.
Кавабата оставлял открытую развязку для многих своих книг, что иногда раздражало читателей и критиков. Но это был сознательный ход, поскольку автор считал нюансы описанных событий важнее, чем выводы. Он сравнивал свой стиль письма с традиционной японской формой поэзии — хайку.
Как президент японского ПЕН-клуба с 1948 по 1965 год, Кавабата способствовал многочисленным переводам с японского языка на языки Запада. В 1968 году Кавабата первым из японских писателей получил Нобелевскую премию по литературе «за мастерство рассказа, которое с необычайной чувствительностью выражает сущность японской души». Вручая премию, Нобелевский комитет отметил три повести: «Снежная страна», «Тысячекрылый журавль» и «Старая столица».
Напряженную работу над новым романом не удалось завершить. Писатель тяжело болел, пристрастился к наркотикам. Будучи в состоянии тяжёлой депрессии после смерти своего ученика и друга Юкио Мисимы, 16 апреля 1972 г. Кавабата умер от отравления газом в уединённом курортном городке Дзуси на окраине Токио. По некоторым данным, это было самоубийство.

## Награды

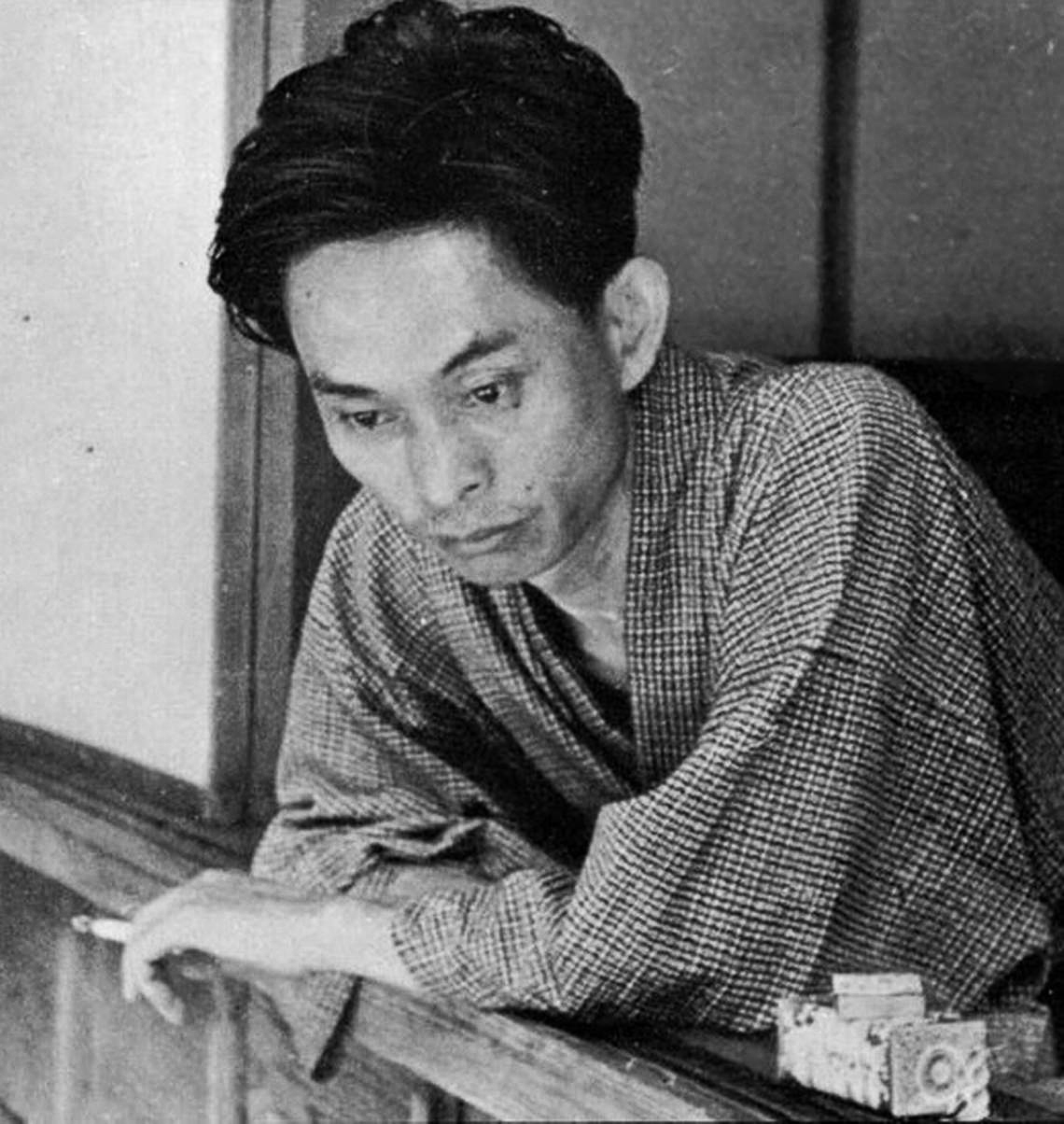
Ясунари Кавабата в собственном доме в Камакуре в 1938 году

- 1937 — Премия правительственного Консультативного совета по литературе (за повесть «Снежная страна»)
- 1944 — Премия Кана Кикути (за «Место рождения», «Закат» и др. произведения)
- 1952 — Премия Японской академии искусств (за повесть «Тысячекрылый журавль»)
- 1954 — Премия Номы (за повесть «Стон горы»)
- 1958 — Премия Кана Кикути (за руководство японским отделением «ПЕН-клуба»)
- 1960 — Офицерский крест Ордена искусств и литературы
- 1961 — Орден Культуры
- 1962 — Приз газеты «Майнити» по разделу культуры (за повесть «Спящие красавицы»)
- 1968 — Нобелевская премия по литературе

## Экранизации
- 1926 — Страница безумия
- 1933 — Танцовщица из Идзу: Там, где распускаются цветы любви
- 1936 — Господин Спасибо
- 1954 — Стон горы
- 1954 — Танцовщица из Идзу
- 1957 — Снежная страна
- 1963 — Танцовщица из Идзу
- 1967 — Танцовщица из Идзу
- 1969 — Тысяча журавлей
- 1974 — Танцовщица из Идзу

### На русском
- Ясунари Кавабата. Первый японский писатель, получивший Нобелевскую премию

### На японском
- 空の片仮名 (яп.) Содержит подробный библиографический перечень сочинений писателя, критической литературы о нём, а также экранизаций его произведений.
- Kawaken Web (яп.) Подробный список произведений и хронология жизни.
- Фонд Кавабаты (яп.) Официальная страница Фонда Кавабаты. Библиография переводов произведений писателя, информация о премии имени Кавабаты, хронология жизни, информация о деятельности литературного исследовательского общества имени Кавабаты, а также список основных произведений.
- Дзэнская поэзия в Нобелевской лекции Кавабаты (яп.)